# مهرجان الأقصر للسينما الإفريقية
مهرجان الأقصر للسينما الأفريقية (بالانجليزية: Luxor African Film Festival) هو مهرجان سينمائي عالمي يقام في مدينة الأقصر بجمهورية مصر. تأسس سنة 2012.

## اهداف المهرجان
يهدف مهرجان الأقصر للأفلام الإفريقية إلى دعم وتشجيع الإنتاج السينمائي الإفريقي والشراكة بين دول القارة من خلال توطيد الروابط الإنسانية والسياسية بين شعوب أفريقيا وخلق شبكة من التواصل المستمر بين صناع السينما الأفريقية في جميع أنواع الأفلام، ومساعدة الفيلم الأفريقي للنفاذ عالمياً.

## دورات ومواعيد المهرجان

### الدورة الأولى للمهرجان
انطلقت أول دورة للمهرجان بين 21 فبراير - 28 فبراير 2012 بمدينة الأقصر.
- الدورة الثانية للمهرجان: الفترة من 18 الي 24 مارس 2013 بمدينة الأقصر
- الدورة الثالثة للمهرجان: الفترة من 16 إلى 24 مارس 2014 بمدينة الأقصر
- الدورة الرابعة للمهرجان: الفترة من 16 إلى 22 مارس 2015 بمدينة الأقصر
- الدورة الخامسة للمهرجان: الفترة من 10 إلى 23 مارس 2016 بمدينة الأقصر
- الدورة السادسة للمهرجان: الفترة من 16 إلى 22 مارس 2017 بمدينة الأقصر
- الدورة السابعة للمهرجان: الفترة من 16 إلى 22 مارس 2018 بمدينة الأقصر
- الدورة الثامنة للمهرجان: الفترة من 10 إلى 21 مارس 2019 بمدينة الأقصر
- الدورة التاسعة للمهرجان: الفترة من 6 إلى 12 مارس 2020 بمدينة الأقصر

### الدورة الثانية للمهرجان
يشارك في المهرجان18 فيلما من15 دولة في مسابقة الأفلام الروائية والتسجيلية الطويلة أهم نتائج هذا المؤتمر هو الإعلان عن سوق سينمائية إفريقية يعقدها المهرجان في الدورة الثالثة.2014 تفعيل صندوق دعم شباب السينما في مصر وإفريقيا. ويقدم المهرجان ثلاثة كتب وهي السينما الإفريقية في الألفية الثالثة نهائي والسينما في جنوب إفريقيا، وسينما التحريك في إفريقيا.

### الدورة الثالثة للمهرجان
الدورة الثالثة في الفترة من 16 إلى 24 مارس 2014 ليكون المهرجان مدرجاً على خريطة المهرجانات الإفريقية في العالم خاصة وأن اختيار موعده مرتبط بالتنسيق بين مهرجانات الفيلم الإفريقى في دول العالم، وأهمها فيسباكو في بوركينا فاسو، وقرطاج في تونس، وخريبكة في المغرب وكذلك المهرجان الإفريقى في ميلانو.

### الدورة الرابعة للمهرجان
جدير بالذكر أن الدورة الرابعة للمهرجان تستمر حتي يوم 22 بمشاركة 31 دولة أفريقية، بالإضافة إلى 10 دول من خارج القارة السمراء، ويعرض المهرجان هذا العام 86 فيلمًا تتنوع بين طويل وقصير وتسجيلي وروائي، منها 35 فيلمًا مترجم للغة العربية، منها 5 أفلام شاركت في مهرجان «كان»، وفيلمان في القائمة القصيرة للأوسكار بحضور ما يزيد على 95 ضيفًا من صناع السينما، بالإضافة إلى عدد من الصحفيين العرب والأجانب.

### الدورة الخامسة للمهرجان
أهدت إدارة المهرجان هذه الدورة إلى روح كلٍ من الفنان المصري الراحل «عمر الشريف»، والناقد المغربي «مصطفى المسناوي»، والمخرج «هنري لوبارك» من ساحل العاج.
وأصدر المهرجان كتاباً بعنوان «عمر الشريف في عيون العالم» تضمن ترجمة لمجموعة من المقالات التي نُشرت عن الفنان العالمي الراحل في مختلف المواقع الصحفية العالمية.
وتم اختيار ساحل العاج لتكون الدولة ضيف الشرف لهذا العام، وذلك بمناسبة مرور خمسين عاماً على إنتاج أول فيلم سينمائي في هذا البلد الإفريقي.
ويعرض المهرجان هذا العام مجموعة من الأفلام القصيرة التي عرضت في الدورة الأخيرة من مهرجان «كان» في فرنسا في الدورة (68)، ومهرجان «شورت فيلم» للأفلام القصيرة، وذلك في باكورة التعاون بين مهرجان الأقصر والمهرجانين الكبيرين.

### الدورة السادسة للمهرجان[5]
وقد صرحت إدارة المهرجان ان عدد الأفلام التي وصلت للمهرجان بغرض المشاركة بلغ 580 فيلما وهو عدد كبير بالنسبة للقارة يعكس مدى احترام واهتمام السينمائيين الأفارقة بمهرجان الأقصر وان الأفلام التي تم اختيارها وصل عددها إلي 126 فيلما في المسابقات والفعاليات المختلفة.

### الدورة السابعة للمهرجان[6]
المدة:16 إلى 22 مارس 2018 بمدينة الأقصر افتتاح مهرجان الأقصر للسينما الأفريقية بمعبد حتشبسوت في البر الغربي.. الدورة السابعة تحت شعار «سينما من أجل غد أفضل»، ويشارك في المهرجان حوالى 500 مشارك من مصر و33 دولة أفريقية بجانب 12 دولة من خارج القارة السمراء، حيث يتم عرض 110 أفلام تم توزيعها على 5 مسابقات
- تكريم الفنان جميل راتب وغادة عادل والمخرج السنغالي موسى توريه.. وإهداء كلمة لروح يوسف شاهين من ماجدة الرومي
  - والدور السابع للمهرجان يُقام تحت رئاسة سيد فؤاد وبالتعاون مع صندوق التنمية الثقافية برئاسة د.فتحي عبد الوهاب.
  - لجنة التحكيم تكونت من: الفنانة السورية كندة علوش، والمخرج الفلسطينى رشيد مشهراوى، والسيناريست تامر حبيب والمنتج محمد حفظي والدكتورة غادة جبارة والكاتب محمد يوسف حجاجي

### الدورة الثامنة للمهرجان[7]
أطلقت إدارة مهرجان الأقصر للسينما الإفريقية استمارات الاشتراك في مسابقات الدورة الثامنة والتي تقام في الفترة من 10 إلى 21 مارس 2019، وتستقبل إدارة المهرجان الأفلام المشاركة في الفترة من 15 سبتمبر إلى 20 ديسمبر 2018 على أن تكون الأفلام من إنتاج عام 2018 ولمخرجين أفارقة، من داخل وخارج أفريقيا.

### الدورة التاسعة للمهرجان[8]
تحت رعاية وزارات الثقافة والسياحة والشباب والخارجية وبالتعاون مع محافظة الأقصر ونقابة المهن السينمائية، تنظم مؤسسة شباب الفنانين فعاليات الدورة التاسعة من مهرجان الأقصر للسينما الأفريقية في الفترة من 6 حتى 12 مارس 2020، بمشاركة 24 دولة أفريقية و13 دولة غير إفريقية وتحمل الدورة التاسعة اسم «وحش الشاشة» فريد شوقي وتأتي دولة كينيا ضيف شرف هذه الدورة.
يأتي المهرجان هذا العام تحت شعار «سينما إفريقية من كل الدنيا» وهو شعار يؤكد فلسفة المهرجان في الامتداد والتطوير، ويقام حفل الافتتاح في معبد الأقصر، ويخرجه المخرج السينمائي هشام فتحي.
ويكرم المهرجان عددًا من النجوم منهم النجم العالمي جيمي جون لوي، والفنانة السنغالية ميمونة نداي، والفنان مصطفى شعبان، والفنان عمرو عبد الجليل، والفنانة زينة.

## وصلات خارجية
- الموقع الرسمي